# Magi (zoroastrismo)

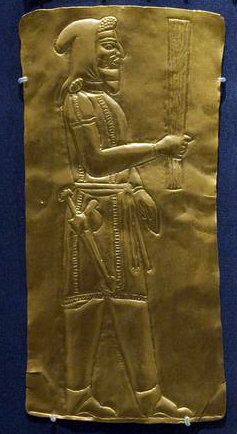
Un mago recante il barsom. Lamina d'oro del IV secolo a.C. dal tesoro dell'Oxus.

I magi, persiano مغ māgh (singolare magio o mago, dall'antico persiano magu-, in babilonese maguš, latino magus e greco mágos) furono gli appartenenti alla casta sacerdotale dei periodi medo, achemenide, partico e sasanide nell'ambito della religione zoroastriana.
Attestata in molti documenti dell'antichità, la parola "mago" appare per la prima volta nell'iscrizione di Dario I il Grande a Bisotun. Pur essendo espressione del mondo iranico, non è stata suggerita alcuna etimologia indoeuropea (la famiglia linguistica a cui appartengono le lingue iraniche) soddisfacente, portando molti studiosi a sostenere l'ipotesi secondo la quale si tratti di "un'aggiunta indigena alla società meda".  Nonostante ciò, secondo Émile Benveniste il termine magu- designava un membro di una particolare classe sociale in lingua proto-iranica.

## Magophonia

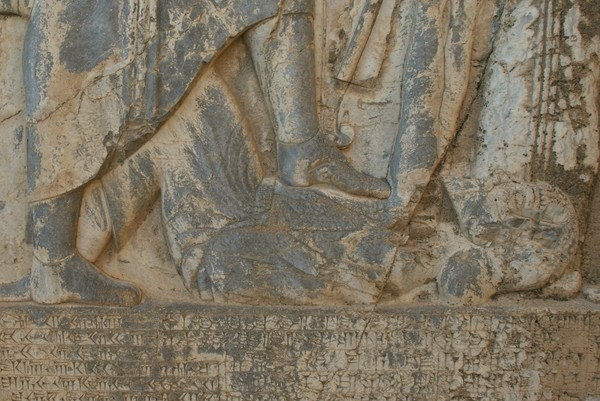
Gaumata il mago viene schiacciato da re Dario I, dettaglio del rilievo di Bisotun

Nell'iscrizione sopracitata di Dario I a Bisotun si racconta che nel 522 a.C. un mago di nome Gaumata affermò di essere Bardiya, figlio di Ciro II il Grande, usurpando il potere reale. Il vero Bardiya era stato segretamente ucciso dal re Cambise.
Erodoto (Storie, libro III) menziona Bardiya con il nome di Smerdi e racconta di due magi, uno dei quali, di nome Patizeite, era stato nominato amministratore del palazzo di Susa da Cambise mentre l'altro, fratello del primo, non solo assomigliava a Smerdi ma portava lo stesso nome. Successivamente, mentre Cambise si trovava in Egitto per poi morire lungo la via del ritorno a Susa, il mago Smerdi si spacciò per il figlio di Ciro con l'aiuto di Patizeite.
Erodoto continua la narrazione scrivendo come Dario I e i suoi nobili compagni scoprirono e uccisero l'impostore Smerdi e Patizeite, per poi mostrarne in pubblico le teste mozzate al fine di rivelare l'impostura. Erodoto aggiunge che in commemorazione di questo evento i Persiani tennero la grande festa chiamata Magophonia durante la quale tutti i magi rimanevano a casa per non essere uccisi. Ctesia menziona anche la celebrazione annuale del giorno dell'uccisione del mago che chiama Sphendadates.

## Origine meda
Secondo Erodoto (I, 101), il quale elenca i nomi delle sei tribù dei medi, i magi erano una casta ereditaria di sacerdoti. Essi furono molto influenti nella società meda fino all'unificazione degli imperi medo e persiano nel 550 a.C. Erodoto aggiunge che questi ultimi occupavano una posizione di rilievo presso la corte meda come interpreti di sogni e indovini.
Quasi nulla si sa dei magi iraniani occidentali durante il periodo pre-zoroastriano. Secondo Ilya Gershevitch, all'inizio delle loro attività i magi non erano rappresentanti di alcuna religione particolare ma esperti tecnici, sacerdoti professionisti che servivano il culto di qualsiasi dio iraniano sotto compenso. Seguendo la sua teoria, i magi adottarono lo zoroastrismo solo alla fine del IV secolo a.C. e proclamarono Zoroastro come loro profeta e insegnante.

## Periodo achemenide
Dal tempo di Dario I in poi i magi furono i sacerdoti ufficiali dei re achemenidi e giocarono un ruolo fondamentale alla corte reale, godendo così di una grande influenza. Insieme alle loro funzioni religiose, tra cui l'esecuzione di libagioni cultuali verso fiumi e montagne e l'attuazione  di sacrifici animali, erano anche impegnati in attività amministrative ed economiche. Nel loro ruolo di sacerdoti ufficiali appaiono non solo nella stessa Persepoli, ma anche in tutto l'Iran sud-occidentale .
Probabilmente alcuni magi giunsero anche a Babilonia per eseguire rituali religiosi per i Persiani e i Medi che rimasero in quel paese come ufficiali reali e soldati.
Da un documento aramaico redatto nel 434 a.C. si evince che dei magi giunsero ad Elefantina, dove fu fondata una colonia militare dall'amministrazione persiana. In questo testo, il nome Mithrasarah Magus, di probabile derivazione iranica, appare tra i testimoni di un documento legale privato in cui un colono ebreo dà a sua moglie metà della sua casa, a testimonianza delle funzioni legali-amministrative dei magi.
L'importanza dei magi durante il periodo achemenide è testimoniata dallo stesso Erodoto che racconta nelle Storie di come Serse non prendesse alcuna importante decisione senza prima interpellare un mago; le abilità profetiche di questi sacerdoti erano ampiamente sfruttate anche in guerra dove i magi si recavano portando con sé il fuoco sacro. Diversi rituali venivano officiati durante le campagne militari affinché tutto andasse a buon fine.
Dalla Ciropedia di Senofonte si evince che i magi svolgessero anche compiti relativi all'educazione scolastica dei principi e prendevano parte al rito di incoronazione di ogni nuovo re.
È anche noto da Arriano che dei magi vennero impiegati come guardie della tomba di Ciro il Grande a Pasargade, dove sacrificavano periodicamente un cavallo.

## Attestazioni archeologiche
Il ruolo dei magi come sacerdoti è noto anche grazie ad alcune dalle loro rappresentazioni in cui sono ritratti in atti rituali; un altare del fuoco con due magi partecipanti è raffigurato su un rilievo del V secolo a.C. trovato a Dascilio, capitale della Frigia ellespontica in Asia Minore, dove appaiono vestiti con tunica e pantaloni, mentre naso e bocca sono coperti. Si conservano  anche rilievi del periodo seleucide e arsacide .
Ulteriori immagini di magi sono attestate sulle impronte di sigillo su diverse tavolette di argilla di Persepoli. Questi sigilli mostrano due persone sotto l'emblema di Ahura Mazdā, a forma di disco solare, che tengono un mortaio e un pestello davanti ad un altare del fuoco .

## Passaggio alla cultura greco-romana
Nella cultura greca si fece uso del termine mágos per indicare ogni incantatore o mago, ma anche ciarlatani e medicastri, specialmente da filosofi come Eraclito che avevano un atteggiamento scettico riguardo all'arte dell'incantatore e nella letteratura comica (Lucio o l'asino di Luciano di Samosata). In epoca ellenistica mágos iniziò ad essere utilizzato come aggettivo relativo al campo semantico della magia, come nell'espressione magas techne ars magica usata da Filostrato. Inoltre i magi della Persia erano considerati come degli specialisti di magia e astrologia.
Plinio il Vecchio (30,2) affermò: "Senza dubbio la magia sorse in Persia con Zoroastro."
Essi sono anche nominati da Giordano Bruno nel De Magia ove sono definiti come sapienti.